# Původ umění
Původ umění je debutové album rapera Marpa. Album bylo vydáno v roce 2005.

## Seznam skladeb
1. Intro
2. Nebezpečný skills
3. Původ umění
4. Jsem…
5. Tvoje K.O.
6. Hraju čísla
7. Velrybí bolest
8. Pouliční rap
9. Emotrix
10. Znalost a vedení
11. Mrdám tě 3:37
12. Neporazitelný
13. Outro